# Зелений дім
Зелений будинок — це тип будинку, розроблений для того, щоб бути екологічно чистим і стійким та спрямованим на ефективне використання енергії, води і будівельних матеріалів. Так як зелені будинки стали більш поширеними, ми спостерігаємо появу доступного житла, який називають зеленим. Цей вид житла поділяє ті ж цілі, як і традиційні зелені будинки, що підкреслюються доступністю, яка неминуче знижує екологічну дружелюбність будинку. Ідея доступних зелених будинків є спірним питанням серед критиків, які вважають помилковим твердження, що зелені будинки за своєю природою є більш дорогими, ніж традиційні будинки.

## Складові частини
Поки немає універсально узгоджених частин зеленого будинку. Поза некомерційною організацією не існує національних стандартів про те, що являє собою перероблена модель зеленого будинку. Загалом, це тип будинку, який побудований або реконструйований, щоб зберегти енергію чи воду, поліпшити якість повітря в приміщенні, використовувати стійкі, перероблені або використані матеріали, та виробляти менше відходів у процесі. Це може включати в себе покупку енергоефективніших приладів або використання спеціальних будівельних матеріалів, які є більш ефективними в підтримуванні як прохолодного, так і нагрітого повітря усередині будівлі.

## Історія розвитку
Основний справжній розвиток переходу на зелені будинки розпочався в 1970-х роках, після того, як різко почали зростати ціни на нафту. У відповідь, дослідники почали шукати енерго-ефективніші процеси. В 1990-х роках утворилося багато різних організацій, з метою підтримання зелених будівель, а деякі були призначені для інформування споживачів, для того, щоб вони ще більше могли володіти інформацією та переходити на зелені будинки. Міжнародна рада з питань класифікації енергоефективних будівель та Національна асоціація житлово-будівельних фірм розпочали збір та обробку документів для того, щоб створити «стандарт будівництва зеленого дому».
Закон про енергетичну політику був легалізований в 2005 році. Він надав можливість отримати податкові пільги для домовласників, які зможуть показати їхнє використання енергоефективних змін, таких як сонячні батареї та інші побутові прилади, які працюють за допомогою сонячної енергії, в їхніх будинках.
У березні 2007 року, банк Нової Зеландії «Вестпек» став «першим банком Нової Зеландії, який пропонує кредит на зелений будинок».

## Сертифікація
Є різні типи сертифікатів по всьому світу, які декларують будинок як Зелений дім. Зелений будинок Ради США є прикладом типу організації, яка видає сертифікати на зелені будинки. Ця сертифікація називається «Керівництво з енергоефективного та екологічного проектування». Фактори, які вона враховує у своїй системі сертифікації включають в себе «місце розташування, використання енергії і води, об'єднання корисніших будівельних та ізоляційних матеріалів, переробки, використання поновлюваних джерел енергії, а також захисту природних ресурсів».
Національна асоціація житлово-будівельних фірм тим часом власними силами створила свої типові керівні принципи екологічного житлового будівництва, як тип сертифікації, а також ряд інших програм для різних утилітарних вирішень.